# Olivier Guillard
Pour les articles homonymes, voir Guillard.
 (mai 2023).
Olivier Guillard est un géopolitologue français né le 25 janvier 1967.

## Biographie

### Formation
Olivier Guillard est docteur en droit public (1997).

### Carrière
Il est directeur de recherche Asie à l'Institut de relations internationales et stratégiques (IRIS), considéré comme spécialiste des questions de sécurité en Asie, et travaille en particulier autour de l'Asie médiane (sous-continent indien). Il rédige régulièrement Actualité Stratégique en Asie, une lettre d'information disponible sur le site de l'IRIS. Il est également directeur de l'information chez Crisis Consulting, ("Crisis24") et a écrit des livres sur la thématique du risque-voyage. Il est aussi directeur de recherche sur l'Asie à l'IRIS,.
Il a par ailleurs travaillé pour le Ministère de la Défense et a du effectuer pour cela plusieurs voyages dans des pays asiatiques.
D'autre part, il rédige régulièrement des articles pour le média français Asialyst.
Il a également été intervenant à l'EDHEC Business School.

## Ouvrages
- Birmanie 2020 : De l'état des lieux aux perspectives. Paris, Dalloz-Sirey, 2009, 203 p.  (ISBN 978-2247085088)
- 50 petites leçons sur l'Inde. Paris, Hachette Littératures, 2009, 212 p.  (ISBN 978-2012378186)
- Le Pakistan de Musharraf, enfin respectable ?. Paris, Lignes de repères, 2005, 158 p.  (ISBN 978-2915752069)
- Le Risque Voyage. Paris, L'Harmattan, 2005, 156 p.  (ISBN 978-2747580625)
- Pakistan 2020. Paris, L'Harmattan, 2001, 177 p.  (ISBN 978-2747515030)
- La stratégie de l'Inde pour le XXIe siècle. Paris, Economica, 2000, 156 p.  (ISBN 978-2717840698)
- Désarmement, coopération régionale et sécurité en Asie du Sud. Paris, L'Harmattan, 2000, 426 p.  (ISBN 978-2738475756)